# Thomas Ebner (Leichtathlet)
Thomas Ebner (* 17. November 1971 in Ehenbichl) ist ein ehemaliger österreichischer Leichtathlet.

## Sportliche Karriere
Der 1,80 Meter große Thomas Ebner startete bis 1995 für den LAC Innsbruck und dann für den Innsbrucker Athletiksportclub 1919. Bei den Österreichischen Staatsmeisterschaften siegte er 1994, 1995 und 1997 mit der 3-mal-1000-Meter-Staffel. Im 800-Meter-Lauf gewann er 1994 den Meistertitel und im 1500-Meter-Lauf 1995 und 1996. Hinzu kamen die Hallentitel über 3000 Meter 1995 und über 1500 Meter 1998. Seine Bestleistung über 800 Meter lief er mit 1:46,90 Minuten am 4. Juli 1994 in Linz. Über 1500 Meter erreichte er am 7. Juni 1996 in Nürnberg das Ziel in 3:37,07 Minuten.
1994 bei den Europameisterschaften in Helsinki schied Ebner über 800 Meter  als Letzter seines Vorlaufs aus. Im März 1996 bei den Halleneuropameisterschaften in Stockholm erreichte Ebner das Finale über 1500 Meter, er wurde Siebter mit anderthalb Sekunden Rückstand auf die Medaillenränge. Bei den Olympischen Spielen in Atlanta traten mit Werner Edler-Muhr und Thomas Ebner zwei Österreicher über 1500 Meter an. Beide schieden in ihrem Vorlauf aus.